# 艾因烏克西爾
35°51′07″N 3°28′14″E / 35.85194°N 3.47056°E

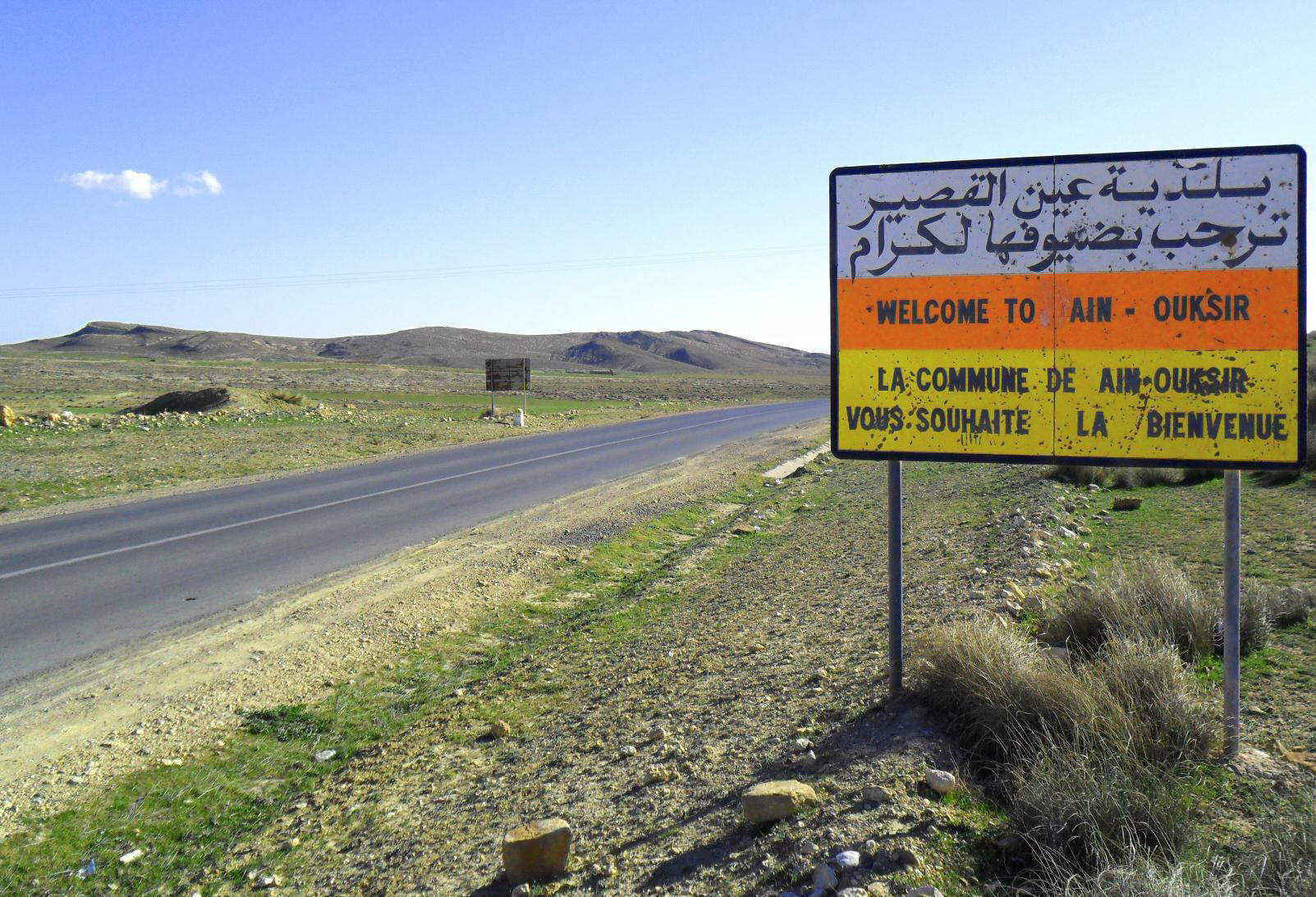
因烏克西爾

艾因烏克西爾（阿拉伯语：‎），是阿爾及利亞的城鎮，位於該國北部麥迪亞省，由舍拉萊阿德豪拉區負責管轄，面積257平方公里，海拔高度769米，2008年人口5,366，人口密度每平方公里21人。